# Московская Библия 1663 года

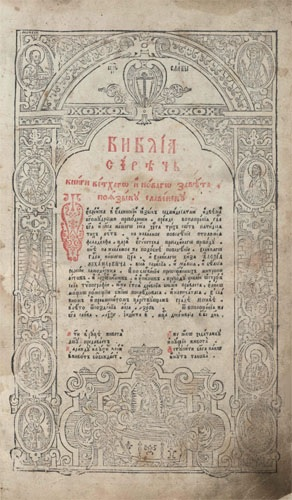
Московская Библия

Моско́вская Би́блия (1663) — четвертая славянская печатная Библия после Чешской (1488 г.), Библии Франциска Скорины  (1517—1519 гг.) и Острожской Библии (1581 г.), с которой Московская Библия была перепечатана с правками. Подготовлена по указу царя Алексея Михайловича и издана в Московском печатном дворе в 1663 году, стала первой Библией, изданной в Московском государстве. Изданию Библии придавалось особое государственное значение. Редактура Московской Библии совершена под руководством Епифания Славинецкого.

## История создания

### Политический контекст
В начале XVII века, после периода Смуты, Русское государство предпринимало попытки унифицировать разные сферы жизни. Эти процессы коснулись и устройства церкви, что было связано и с внутренними переменами в стране, и с внешней политикой: Российское государство стремилось укрепить свой авторитет и распространить влияние. Оно выступало в качестве защитника их православной веры от иноверцев (мусульман) и инославных (католиков).
Существующий Стоглавый собор, который усиливал изоляцию русского православия, не отвечал требованиям России, международное положение которой во второй половине XVII в. улучшалось. Именно поэтому встал вопрос о редактуре богослужебных книг. Другим поводом было развитие правительственной типографии, выпускавшей религиозную литературу и отправлявшей ее в другие церкви. Из-за ошибок в русском варианте московские книги иногда сжигали, отказывались от них. Однако самой главной причиной переиздания богослужебных книг было стремление улучшить отношения с украинской православной церковью. Это было связано с политической ситуацией: появилась возможность присоединения Украины к России. Но в первой половине XVII в. украинское православие воспринималось как ересь, потому что религиозные обряды были более близки к греческим, чем к русским. Унификация религиозных текстов по образцу греческих была одним из способов достижения политических целей.
Главная религиозная книга, содержащая все основы православия — славянская Библия. Однако пересмотреть ее было довольно сложной задачей, так как даже небольшие изменения в богослужебной литературе вызывали бурную реакцию более консервативных кругов духовенства. Правящие слои хотели, чтобы религиозная литература была исправлена по образцам греческой церкви, консервативные же круги духовенства выступали против этого, на что обратить внимание был вынужден даже царь. Для укрепления авторитета русской православной церкви необходимо было ориентироваться на порядки греческой церкви, что понимал царь Алексей Михайлович и патриарх Никон. В 1648 г. правитель попросил прислать в Москву несколько ученых, знающих греческий, «для справки библеи греческой на славенскую речь». Так, в 1663 г.  вышло издание Московской Библии под руководством Епифания.

### Первоисточники Московской Библии
По сообщению Епифания Славинецкого, редактора Московской Библии, ее основной первоисточник — Острожская Библия 1581 г. Текстологической базой послужили т.н. "перевод святого Алексия (1355), Константинопольское Четвероевангелие (1382), франкфуртское издание греческого текста Библии (1597), лондонское издание (1600), святоотеческие толкования библейских текстов. Основной источник для приведения текста к норме XVII в. — «Грамматика» Мелетия Смотрицкого (1648) и другие юго-западные русскоязычные издания того же периода.
Московская Библия связана с Септуагинтой и Вульгатой, с Геннадиевской и Острожской Библиями через маргинальные глоссы, калькирующие греческие лексемы, граммемы, морфемы и семы. Например, в глоссе к Исходу в значении «неразумен» на поля выносится лексическая калька с греческого «несловесен» времен Изборника (1073) и Хроники Амартола.

### Редактура
Руководитель нового перевода Библии с греческого на церковнославянский язык — Епифаний Славинецкий. Другие участники проекта по переизданию Острожской Библии — управляющий печатным двором Арсений Суханов и справщики: Арсений Грек, Захарий Афанасьев, Иосиф Белый, Александр Печерский. За два года Епифаний с учениками завершили редактирование Нового Завета, однако работа прервалась со смертью главного редактора.
Ликвидированы ошибки в грамматике. Последовательно реализована категория одушевленности и неодушевленности. Устранена омонимия форм аористов второго и третьего лица единственного числа, самостоятельных падежей единственного и множественного числа мужского и женского рода существительных с основой, оканчивающейся на мягкий, шипящий и «ц». Изменен синтаксис: в сложноподчиненных предложениях — относительные местоимения. Греческие и славянские инфинитивные конструкции с целевым значением аналогичны: «еже» и греческий артикль среднего рода τὸ.
Есть случаи замены малопонятных в реалиях XVII в. слов: исправлено «толии» на «точию», «и дие» — «и даде ему», «прииде — пришел еси», «звезда утренняя и денница» — «светлая и утренняя». В некоторых местах подчеркивалась торжественность: «церковь» заменялась «храмом». По пометкам также заметна формальная переработка текста: «Македонию везде он малой ставил, а не троерогой» («о» вместо «ѡ»). Отражается история правки в неизданных замечаниях киноварью усталых справщиков: «конец Титу и собору» в «Послании к Титу».
При сравнении с Острожской Библией внесение изменений очевидно. Более того, до нас дошел текст Острожской Библии с глоссами на полях, по которым можно отследить редакторскую работу. Среди записей этих  есть прямые свидетельства сверки текста нового издания с другими экземплярами Библии: «посмотреть в Библии греческой сего места и исправити», «посмотреть во иных переводах», «справить Псалтырь». Дополнительные пометы служат для организации богослужений. Часто встречается обращение «Братие!». Указываются часы и празднества для чтения текста: «на 1 час», «на 6 час», «На Рождество Христово», «на Воздвиженье Христа».
В предисловии к Московской Библии ее главный редактор сообщает, что формальные корректировки не влияют на содержание Острожской Библии, заявляет об уникальности одного только фронтисписа в новом издании. Такой подход объясняется необходимостью долгой и трудной работы большого количества переводчиков, сотрудников со знанием древнегреческого языка для полноценного перевода.

## Художественное оформление

### Фронтиспис
Московская Библия 1663 года известна прежде всего фронтисписом. Благодаря использованию гравированного изображения эта книга стала новаторским изданием, так как прецедентов подобных гравюр в Москве на тот момент не было.
Фронтиспис был изготовлен старцем Новинского монастыря Зосимой. До нас дошли документы с указанием разных сумм, которые мастер получил за работу: 40 или 80 рублей. Второй вариант объясняется тем,  что Зосима создавал свои гравюры самостоятельно, исполняя обязанности как рисовальщика (наносил узор на доску), так и гравера (вырезал изображение), тогда как обычно в создании таких изображений участвовали двое мастеров. Однако гораздо большее значение имеет уточнение, какая именно стояла задача перед Зосимой: «резаны на грушевой доске персона и герб царского величества» или «что резаны на грушевой доске в честь царского величества персону». Эта информация – прямое подтверждение того, что главной целью мастера было композиционно точно «вписать» символ власти (двуглавого орла) и образ русского царя во фронтиспис с библейской тематикой, тем самым усилив параллелизм между земным и божественным, добавив в устоявшуюся в религии оппозицию греховного и святого параллель между божественной и человеческой властью.
Композиция фронтисписа устроена сложно, несколько сюжетов в нем расположены по вертикали, несколько — по горизонтали. Строго говоря, это изображение состоит из нескольких самостоятельных картин, которые, тем не менее, объединены тематически. Композиционное главенство фронтисписа принадлежит центральной части, на которой изображен двуглавый орел, держащий символы власти: скипетр и державу. Герб можно трактовать как символ царя Алексея Михайловича, основываясь на надписи из литер вокруг орла: «В Г Ц В К А М В В М Б Р С», которые читаются как царский титул: 

Великий Государь, Царь и Великий Князь Алексей Михайлович всея Великия и Малыя и Белыя  России самодержец
 На груди орла изображен всадник в царских одеждах, в чертах которого можно узнать второго правителя из династии Романовых. Таким образом, эта гравюра — первое печатное изображение царя в московской книжности.
Прямо под символом русского государства расположена карта Москвы, окруженная библейскими сюжетами и наравне с ними символизирующая людскую грешную жизнь. На карте представлена столица в пределах современного Садового кольца. Это изображение отличается точностью и детальностью, более того, стиль его говорит о том, что рисунок этой части фронтисписа выполнял не Зосима. Некоторые исследователи высказывают предположение, что мастером, нарисовавшим столь подробную карту, является Станислав Лопуцкий, один из известнейших художников, резчиков и золотых дел мастеров, служивший в Оружейной палате с 1656 года. Помимо важности для воплощения авторской задумки, эта часть фронтисписа имеет большую историческую ценность: это одно из немногих сохранившихся картографических изображений столицы XVII века, единственный городской план, напечатанный в Москве  XVII столетия. Над картой можно увидеть надпись: 

«Градъ царя велiкаго» и далее: «Богъ в тя же с тех его знаемъ есть. Ѱалом 45»
Присутствует какое-то послание и под изображением орла, на ленте: «Востани, Востани Iерусалiме i облецыся крҍпость мышцы твоея». Эта надпись, видимо, из-за ошибки гравера читается в зеркальном отображении. Таким образом, очевидно, что создателями гравюры Москва воспринималась как современный символ православия. В таком контексте фронтиспис можно воспринимать как некий манифест России, попытку закрепить за собой репутацию религиозного центра.
Вернемся к композиции изображения. По сторонам от центра расположены библейские сюжеты: слева – ветхозаветные (сцены грехопадения, образ Моисея и змия), справа — новозаветные (Распятие с предстоящим, Воскресение, Вознесение Христа).
Под планом Москвы на ленте помещена датирующая надпись выхода из печати Библии: 

Лҍта Ѽ воплощенїа слова б(о)жіа 1663
 Такая манера написания числа и года не характерна для Москвы. Этот факт, а также наличие на фронтисписе нескольких сюжетов, служащих обрамлением центральному изображению, карте Москвы, может служить доказательством того, что при создании Фронтисписа Зосима ориентировался на другие традиции. Подобные особенности мы можем найти у текстов Священного Писания, изданных в Украине, а также странах Западной Европы. Найдена связь библейского фронтисписа с работой Лукаса Кранаха старшего, который в 1529 году в Виттенберге создает картину «Грехопадение, изгнание из рая и искупительная жертва Христа (Аллегория Ветхого и Нового Завета)», не имеющая авторского названия. Композиция фронтисписа московской Библии почти полностью соответствует композиции картины Кранаха. Аллегории Нового и Ветхого Заветов практически соответствуют друг другу.  Отличие между ними заключается в изображении небесных светил. У Кранаха Ветхий Завет предстает под покровительством ночного светила, а Новый — в свете дневного, в Московской же Библии — наоборот. Кроме того, в работе Кранаха в роли небесных существ выступают ангелы с трубами, в Библии — херувимы. Главным же отличием с точки зрения христианской концепции является замена в московской Библии сюжета Благовещения сюжетом Вознесения. Аллегории земного мира тоже схожи, оба автора «прячут» образы своих современников: Кранах наделяет  Моисея чертами  Мартина Лютера, как и Зосима привносит всаднику легко считываемые сходства с Алексеем Михайловичем. Более того, эти работы пересекаются на уровне изначального замысла: как для Кранаха, так и для Зосимы было важно подчеркнуть не столько вечную религиозную идею, сколько современную, находящуюся на грани веры и политики. Кранах подчеркивает правильность основного учения Лютера о том, что строгое соблюдение заповедей не в состоянии противостоять первородному греху, наделяя чертами Лютера образ пророка, Зосима, в свою очередь, помещая портретное изображение царя-всадника, прямо пишет о связи преемственности Москвы и Иерусалима.
Сходство этих картин может объясняться тем, что в Москве был экземпляр Библии в переводе Лютера, изданной в 1541 в Виттенберге Гансом Луффтом, и Зосима, вероятно, мог иметь к ней доступ.

### Гравюры
Помимо фронтисписа к титульному листу Зосима создает для издания 1663 г. две гравюры с изображениями евангелистов Марка и Матфея. Во многом они согласуются с каноном, однако в них есть и новаторские черты, например, особенная реалистичность, нехарактерная для более ранних русских иллюстраций, некоторая декоративность в стиле изображения, а также, что особенно важно, использование частой штриховки, несвойственной прежним гравюрам, как в изображении самого персонажа, так и для оформления интерьера. Более того, именно такая штриховка присутствует и на портрете Алексея Михайловича на титульном фронтисписе. Это может свидетельствовать о том, что такая стилевая особенность была свойственна самому Зосиме. Также обе гравюры отличаются мягкостью, некоторой расплывчатостью фигур, что в противоположность строгим и уверенным линиям на более ранних гравюрах говорит о существенных изменениях в стиле изображения евангелистов в начале и конце XVII в.
Гравюра с изображением Матфея была создана в начале 1663 г., однако помимо Московской Библии появляется в Евангелии, отпечатанном также в Москве в январе этого года. Гравюра «Марк» в свою очередь создавалась Зосимой специально для Библии 1663 г. и в более ранних изданиях не фигурировала.
Две другие гравюры («Лука» и «Иоанн») были отпечатаны по старым шаблонам, не раз встречавшимся в прежних редакциях Евангелия. Они принадлежат авторству выдающегося мастера из Оружейной палаты Кондратия Иванова и датируются 1627 г. Для этих изображений характерен реализм, нетипичный для русских гравюр первой половины XVII в., черты лиц выполнены в соответствии со славянскими пропорциями. Кроме того, Иоанн изображен в иконном стиле и нарисован стоящим, а не сидящим, как это было принято в более поздних изображениях. Высказываются предположения о том, что при создании этой гравюры Кондратий Иванов исполнял обязанности лишь резчика, тогда как рисовальщиком был Прокопий Чирин.
Помимо четвероевангелия, каждая часть которого начиналась одной из вышеназванных гравюр, в составе Московской Библии была опубликована Псалтырь (фронтисписом к ней послужила доска с изображением царя Давида, которая ранее использовалась в издании 1638 г., включенная в гравюрно-наборную рамку), а также Апостол, в качестве фронтисписа к которому использовали гравюру «Лука» из Апостола, изданного в 1638 г.
Формат Московской Библии был крупнее обычного (традиционно Библию издавали «в четверку» листа). Новые гравюры, созданные Зосимой, были выполнены специально под размер готовящегося издания. В то же время остальные изображения, изготовленные для старого формата, не подходили под размер нового издания, поэтому их  дополнили наборным орнаментом вокруг центрального изображения.

## Распространение
Книга вышла тиражом в 2412 экземпляров, была весьма дорогой. Ее цена составляла пять рублей серебром. Однако помимо знатных людей (боярыня А. И. Морозова, И. Д. Пожарский, Степан и Михайло Пушкины) книгу покупали и обычные люди: иконописцы, дьяки, садовники, конюхи. Этот факт свидетельствует о том, что грамотные люди были не только среди знати. Более того, обширная география распространения Московской Библии (Тамбов, Вятка, Устюг, Белоозеро, Архангельск и др.) говорит также о том, что люди незнатного происхождения были обучены грамоте не только в столице.

## Последующие издания
Следующее за Московской Библией 1663 г. издание Библии в России — Елизаветинская Библия. Она появляется в связи с тем, что патриарх Никон был не удовлетворен изменениями, привнесенными в Острожскую Библию с изданием Московской. Работа над новым переводом продолжалась почти век. Елизаветинская Библия до сих пор является установленным и используемым богословским текстом в Русской православной церкви.